# 立憲同志会
立憲同志会（りっけんどうしかい、旧字体：立憲󠄁同志會）は、日本の帝国議会における大正時代の政党。

## 概要
内閣総理大臣桂太郎が、自身の政権運営のための議会与党として結党したのが端緒であることから、「桂新党」の異名がある（ただし、桂は結党前に病死したため、実際に同党の党首になったことはない）。
結党とともに、当時議会第二党であった立憲国民党の議員を大量に引き抜いたことにより同党にかわって第二党になり、第一党の立憲政友会とともに二大政党を構成。昭和初期に後継の立憲民政党が政友会とともに憲政の常道を運用する下地となった。

## 党史
明治後期、大日本帝国の国政は、明治維新以来行政を構成した藩閥の主宰者である桂太郎が、議会で第一党を安定的に占有した立憲政友会（西園寺公望総裁）の協力を得て、地方の地主階級の利益代表である同党に配慮するのと引き換えに、安定的に政権運営を行っていた（桂園時代）。しかし、桂・西園寺両名の交渉は、藩閥の長老である山縣有朋や、政友会の党務を差配した原敬の圧力を恒常的に受け続け、大正元年（1912年）、第2次西園寺内閣の崩壊とともに両者の関係は決裂する。
この時、政界復帰を果たした桂は、第3次桂内閣の与党として、政友会を頼まず、自前の政党を構えてこれを与党とすることを構想し、いわゆる「桂新党」の結党に動く。これは、山縣、原の双方からの干渉の排除を企図したものであった。大正2年（1913年）1月20日、新党構想を記者発表する。桂は政友会、国民党の二大政党への切り崩しをかけ、国民党からはある程度の脱党者を確保したが、政友会は原の締め付けによってわずか数名の脱党にとどまった。結果、安定的な政権運営に必要な議員数がそろわないまま、政友会、国民党の両党を敵に回すことになり、また院外では護憲運動により議事堂を大衆のデモが取り巻く状態となり、世論が「反桂」一色となる。解散総選挙に打って出ても事態打開はできそうもなく、政権運営の目途をなくした桂内閣は、同年2月、総辞職に追い込まれる。
その後も桂は新党組織の活動を続けたが、同年10月10日、癌により死没。桂の死後、新総裁の有力候補と目されていた後藤新平と、仲小路廉は同志会から脱党する。その後、大浦兼武と加藤高明が総裁候補として対抗したが、12月23日に総理に加藤高明、総務委員に河野広中、大石正巳、大浦兼武の3名を選出し正式に結成された。その他役員には、島田三郎、箕浦勝人、片岡直温、若槻禮次郎などが名を連ねた。この時点で、国民党を上回って第二党の地位を確保した。
同志会は、第1次山本内閣（政友会が与党として参画）では野党となり、同内閣をシーメンス事件などで攻撃した。大正3年（1914年）3月、同内閣が倒れると、後継には「政友会との関係性の薄い者」という条件から、大隈重信元首相が選定される。大隈首相は、国民党の前身である立憲改進党→進歩党→憲政本党の党首を務めており、この時の部下の多くが同志会に移籍していたことから、（憲政本党の直接の後継で政党である国民党ではなく）同志会を政権与党とし、加藤総裁が副総理兼外相として入閣する（第2次大隈内閣）。
与党として迎えた第12回衆議院議員総選挙（1915年3月25日投開票）では、政友会を結党以来初めて第二党に追い落とし、同志会が第一党に躍進する。が、この時大浦内相が主体となって起こした選挙干渉事件が後に問題となる。追及を受けた大浦内相は辞任、同時に外交方針を巡って元老と対立していた加藤総裁も外相を辞任した（同年8月10日）。この頃から大隈内閣は元老との反目が著しくなり、また同志会も、第一党になったことにより、政友会以上に山縣筆頭元老の警戒を受けるようになる。政権に居座る大隈・同志会と、山縣ら元老の対立が1年以上続いたのち、大正5年（1916年）10月4日、大隈内閣は総辞職。大隈は後継に加藤総裁を推したが、元老会議はこれを無視して藩閥直系の寺内正毅朝鮮総督を選出、同志会は野党に転落した。
大隈内閣の末期の6月頃から、同内閣を支えた連立政党間での合同運動が持ち上がる。寺内内閣が発足した翌日の1916年10月10日、同志会は、尾崎行雄らの中正会・大隈系の公友倶楽部と合同して憲政会を結党する。
後史
同志会は、憲政会→民政党と改組をした後も、引き続き勢力を維持。党勢を立て直せずに解党した国民党にかわり、非政友会勢力の第一党の座を引き継ぎ、大正末期から昭和初期にかけては憲政の常道のもと、度々首相を輩出することとなる。